# Valeriy Sokolov
Pour les articles homonymes, voir Sokolov.
Valeriy Sokolov (né à Kharkiv en Ukraine le 22 septembre 1986) est un violoniste ukrainien.

## Carrière
Valeriy Sokolov commence le violon à l'âge de cinq ans. À neuf ans, il est admis dans la classe du professeur Sergueï Evdokimov, au Conservatoire de Kharkiv. À onze ans, il est soliste avec orchestre pour la première fois, en interprétant le cinquième concerto pour violon de Vieuxtemps.
En 1999, il reçoit le grand prix du Concours Pablo Sarasate à Pampelune, créé par Vladimir Spivakov. Ce prix lui permet de poursuivre ses études à l'école Yehudi Menuhin en Angleterre. La même année, il est le soliste d'un concert des Virtuoses de Moscou, dirigés par Spivakov. Il participe à des Masterclasses données par Mstislav Rostropovitch, Zvi Zeitlin et Dora Schwarzberg, Zakhar Bron, Ruggiero Ricci et Igor Ozim (1999).
En 2001 et les années suivantes, il étudie à l'école Yehudi Menuhin dans la classe de Natalia Boyarskaya. En 2003, il reçoit le troisième prix au Concours international de violon Liana Issakadze à Saint-Pétersbourg.
En septembre 2005, il reçoit le Grand Prix du Concours international George Enescu à Bucarest, le Prix de la meilleure interprétation de la Troisième Sonate d'Enescu et le Prix de la Fondation Enescu.

## Documentaire
Valeriy Sokolov a fait l'objet d'un film de Bruno Monsaingeon : Un violon dans l'âme, diffusé à de nombreuses reprises[réf. nécessaire] sur Arte et publié en DVD :  
- Un violon dans l'âme, film de Bruno Monsaingeon, DVD Virgin Classics, 2006.

## Discographie
- Piotr Ilitch Tchaïkovski : Concerto pour violon, Béla Bartók : Concerto pour violon n°2, avec l'Orchestre de la Tonhalle de Zurich & David Zinman, CD Virgin Classics, 2011
- Georges Enesco : Sonate pour violon & piano n°3 "Dans le caractère populaire roumain", avec Svetlana Kosenko (piano), CD Virgin Classics, 2009